# Poslanecký klub Strany zelených
Poslanecký klub Strany zelených působil v Poslanecké sněmovně Parlamentu České republiky v letech 2006–2010. Měl 6 členů, později jen 4 (od 22. 11. 2008 – poslankyně Olga Zubová a Věra Jakubková vystoupily z klubu) a jeho předsedou byla nejprve Kateřina Jacques a následně Přemysl Rabas. Klub vznikl 9. ledna 2007, kdy nahradil stávající poslanecký klub Nezařazení – Strana zelených.

## Členové klubu
| Funkce              | Jméno poslance   | Ve funkci                                           | Volební kraj         |
| ------------------- | ---------------- | --------------------------------------------------- | -------------------- |
| Předseda, poté člen | Kateřina Jacques | 9. 1. 2007 – 16. 6. 2008 (předsedou do 16. 6. 2008) | Hlavní město Praha   |
| Člen, poté předseda | Přemysl Rabas    | 9. 1. 2008 – 3. 6. 2010 (předsedou od 24. 6. 2008)  | Ústecký kraj         |
| 1. místopředseda    | Ondřej Liška     | 9. 1. 2007 – 3. 6. 2010                             | Jihomoravský kraj    |
| Místopředseda       | Olga Zubová      | 9. 1. 2007 – 22. 1. 2008                            | Středočeský kraj     |
| Člen                | Martin Bursík    | 9. 1. 2007 – 3. 6. 2010                             | Hlavní město Praha   |
| Člen                | Věra Jakubková   | 9. 1. 2007 – 22. 1. 2008                            | Moravskoslezský kraj |